# Romesh Chandra
Romesh Chandra (hindi रोमेश चंद्रा; ur. 30 marca 1919 w Lyallpurze, zm. 4 lipca 2016 w Mumbaju) – indyjski działacz komunistyczny.

## Życiorys
W latach 1934–1941 był przewodniczącym organizacji studenckiej w Lahore, w 1939 wstąpił do KPI, w której pełnił później wiele funkcji, m.in. członka Komitetu Centralnego (od 1952), Rady Narodowej i Centralnego Komitetu Wykonawczego (od 1958), a także wydawcy centralnego organu prasowego KPI, „New Age”.
Działał w Światowej Radzie Pokoju, w latach 1952–1963 był sekretarzem generalnym Wszechindyjskiej Rady Pokoju, 1966–1977 sekretarzem generalnym Światowej Rady Pokoju, następnie w 1977–1990 prezydent tej Rady. Jako lider Światowej Rady Pokoju wielokrotnie przemawiał w Zgromadzeniu Ogólnym ONZ.
W 1968 otrzymał Międzynarodową Leninowską Nagrodę Pokoju, a w 1975 Order Przyjaźni Narodów.